# 杉浦軍
杉浦軍（すぎうらぐん、英語: Sugiura Army）は、日本のプロレス団体であるプロレスリング・ノア内に存在していたユニット。2023年4月16日をもって解散した。

## 概要
2019年
- 3月10日からフーリガンズと抗争していた杉浦貴が[2]、フーリガンズの元メンバーのKAZMA SAKAMOTOと意気投合し、同じく手を組んでいたNOSAWA論外と3人から始めたユニットである。
- 5月4日に杉浦＆KAZMA組がGLOBAL TAG LEAGUE 2019を制覇。その後、GHCタッグ王座に挑戦し勝利し、同王座を獲得。
- 5月に大原はじめと鈴木秀樹が加入。
- 8月にイホ・デ・ドクトル・ワグナー・ジュニアと藤田和之が加入。
- 9月に桜庭和志が加入。
- 12月には杉浦軍興行を行った。

2020年
- 2020年の1月5日の後楽園ホール大会でディック東郷が加入する。
- 3月22日の富士大会で関根シュレック秀樹が加入。
- 4月18日のTVマッチで吉岡世起が加入と同時に、イホ・デ・ドクトル・ワグナー・ジュニア＆レネ・デュプリがGLOBAL TAG LEAGUE 2020を制覇、翌日にはGHCタッグ王座を獲得。
- 5月10日のTVマッチで大原はじめ、吉岡が脱退。
- 6月10日のTVマッチで、新たにケンドー・カシン、カズ・ハヤシが加入。
- 8月10日、新型コロナウィルス感染症の流行により来日が不能が続いているため、デュプリ&ワグナーがGHCタッグ王座を返上[3]。
- 8月30日の川崎大会で杉浦＆桜庭組がGHCタッグ王座を獲得。
- 12月6日の代々木大会では潮崎豪の持つGHCヘビー級王座に杉浦が挑戦するも、敗北。
- 12月29日に杉浦軍興行Ⅱを後楽園ホールで開催した。

2021年
- 2021年3月7日の横浜大会で杉浦＆桜庭組が中嶋勝彦＆マサ北宮組に敗れ、GHCタッグ王座から陥落するがその後、3月20日の後楽園大会で藤田が拳王を下し、GHCナショナル王座を獲得。
- 4月29日の名古屋大会で藤田との同門対決を制し、杉浦がGHCナショナル王座を獲得。
- 6月30日の後楽園大会で藤原喜明が相談役として杉浦軍に加入。
- 7月11日の仙台大会で丸藤正道の持つGHCヘビー級王座に杉浦が挑戦するが、敗れる。
- 8月1日の広島大会では桜庭が丸藤の持つGHCヘビー級王座に挑戦するも、敗北。
- 8月15日の川崎大会で杉浦が田中将斗を倒し、世界ヘビー級王座を獲得。
- 10月28日の熊本大会で杉浦が望月成晃に敗れ、GHCナショナル王座から陥落。
- 12月27日、後楽園ホールで杉浦軍興行Ⅲを開催。

2022年
- 2月23日、藤田和之がGHCヘビー級王者・中嶋勝彦に挑戦し、勝利。同王座を獲得。
- 3月13日、杉浦＆鈴木組がGHCタッグ王座決定トーナメントで優勝して、GHCタッグ王座を獲得。
- 5月4日、杉浦＆鈴木のGHCタッグ王座にレネ・デュプリ&イホ・デ・ドクトル・ワグナー・ジュニアが挑戦する、杉浦軍同門対決が実現。デュプリ&ワグナーが勝利し、2年前に返上したタッグ王座に返り咲く。またデュプリ&ワグナーのタッグチーム名をメキシコとカナダを合成し「レ･メキシカナス」とする[4]。
- 10月、杉浦が小島聡と組んでGHCタッグ王座を獲得。

2023年
- 4月16日、杉浦が谷口周平と組んでGHCタッグ王座を獲得。鈴木秀樹が『杉浦軍が機能していない。』とティモシー、サクソンと共に離反し、新勢力として杉浦・谷口組へタッグ挑戦を表明した。杉浦はバックヤードにて杉浦軍 活動終了を宣言し、解散となった。

## 最終メンバー
- 杉浦貴（発足〜2023年4月16日 脱退）（ボス）
- 藤田和之（2019年8月〜2023年4月16日 脱退）- 加入時フリー、2022年2月よりノア入団
- イホ・デ・ドクトル・ワグナー・ジュニア（2019年8月〜2023年4月16日 脱退） - コロナ禍により2020年5月〜2022年4月まで来日・参戦が長期保留に
- 桜庭和志（2019年9月〜2023年4月16日 脱退）
- レネ・デュプリ（2020年4月〜2023年4月16日 脱退） - コロナ禍により2020年5月〜2022年4月まで来日・参戦が長期保留に
- ケンドー・カシン（2020年6月〜2023年4月16日 脱退）
- 中村大介（2020年12月〜2023年4月16日 脱退） - 不定期参戦
- 村上和成（2020年12月〜2023年4月16日 脱退）

元メンバー
- 岡田欣也（2019年7月〜2020年3月、見習いとして加入していたが、全日本プロレスとの対抗戦出場の覚悟を見せるために脱退を直訴）
- 大原はじめ（2019年5月〜2020年5月、離反しフル・スロットルへ移籍）
- 吉岡世起（2020年4月〜2020年5月、離反しフル・スロットルへ移籍）
- KAZMA SAKAMOTO（発足〜2020年5月、NOSAWAにより解雇）
- ディック東郷（2020年1月〜5月、NOSAWAにより解雇）
- 関根“シュレック”秀樹（2020年3月〜5月、NOSAWAにより解雇）
- カズ・ハヤシ（2020年6月〜8月、GLEAT参加のため離脱）
- NOSAWA論外（発足～2022年5月、ペロス・デル・マール・デ・ハポンと兼務だったがペロス専念のため離脱[5]）
- 鈴木秀樹（2019年5月〜2020年5月 NOSAWAにより解雇、2022年2月再雇用〜2023年4月16日離脱）
- ティモシー・サッチャー（2022年6月～2023年4月16日離脱）
- サクソン・ハックスリー（2023年3月19日～4月16日離脱）

助っ人
- 蝶野正洋（2020年11月〜） - GMとして不定期参戦、試合は行わない
- KENTA（2022年1月）
- 矢野通（2022年1月） - 欠場したKENTAの代打として参戦
- 小島聡（2022年9月）

## タイトル歴
GHCヘビー級王座
- 藤田和之（37代）

GHCナショナル王座
- 杉浦貴（初代、5代）
- 藤田和之（4代）
- イホ・デ・ドクトル・ワグナー・ジュニア（9代）

世界ヘビー級王座
- 杉浦貴（30代）

GHCタッグ王座
- 杉浦貴&KAZMA SAKAMOTO（50代）
- イホ・デ・ドクトル・ワグナー・ジュニア&レネ・デュプリ（53代、59代）
- 杉浦貴&桜庭和志（54代）
- 杉浦貴&鈴木秀樹（58代）
- 鈴木秀樹&ティモシー・サッチャー（61代）
- 杉浦貴&小島聡（62代）
- 杉浦貴&谷口周平（64代）

グローバル・タッグ・リーグ戦 優勝
- 杉浦貴&KAZMA SAKAMOTO（2019年）
- イホ・デ・ドクトル・ワグナー・ジュニア&レネ・デュプリ（2020年）

プロレス大賞 最優秀タッグチーム賞
- 杉浦貴&桜庭和志（2020年）